# جوي جيارديلو
جوي جيارديلو (بالإنجليزية: Joey Giardello)‏ كان ملاكم أمريكي صنّف ضمن فئة الوزن المتوسط.

## إحصائيات
خاض خلال مسيرته 134 نزالا، فاز في 101 وتعادل في 7 وخسر في 25. فاز بالضربة القاضية في 33 نزالا.

## روابط خارجية
- جوي جيارديلو على موقع بوكس ريك (الإنجليزية) (registration required)